# Звучна картица
Звучна картица претвара аналогне звучне таласе у дигитални сигнал (нуле и јединице). Део који обавља тај задатак се зове CODEC у који су интегрисана два главна дела која обављају тај посао, ADC (енгл. Analog Digital Converter) i DAC (енгл. Digital Analog Converter) претварач. Осим тога, постоји и DSP (енгл. Digital Sound Processor), звучни процесор који ослобађа CPU од процесирања звучних сигнала (ако га звучна карта нема, онда то ради CPU), такође звучна картица има своју меморију. Комуникација са рачунаром се одвија преко PCI интерфејса, док се комуникација са звучницима и микрофоном остварује преко улазних и излазних конектора.

## Генералне карактеристике
Већина звучних картица користи дигитално-аналогни конвертор DAC, који конвертује снимљене или генерише дигиталне податке у аналогном формату. Излазни сигнал је повезан са појачалом, слушалицама или спољашњим уређајем користећи стандардне прикључке, као што су TRS конектор или RCA конектор. Ако су број и величина конектора превелики за простор на задњој страни кућишта конектори ће бити ван функције, обично употребом уређаја за прекид, једне помоћне задње плоче, или панела постављеног са предње стране. Напредније картице обично укључују више од једног звучног чипа да подржи веће брзине преноса података и вишеструке истовремене функционалности, на пример дигиталне производње синтетизованих звукова, обично за генерације музике и звучних ефеката у реалном времену које користе минимално податке и време CPU.
Дигитална репродукција звука се обично ради са вишеканалним DAC, који су у стању да на истовремене и дигиталне узорке на различитим висинама и јачинама тонова, примене у реалном времену ефекте као што су филтрирање или намерна дисторзија. Вишеканални дигитални звук репродукције може такође може користити за синтезу музике, када се користи уз поштовање, па чак и употребу вишеканалне емулације. Овај приступ је постао уобичајен кад произвођачи траже једноставније и јефтиније звучне картице.

## Начин рада ADC-a и DAC-a
или аналогно дигитални претварач, као што сам назив каже, претвара аналогне таласе (практично звук) у дигиталне сигнале (нуле и јединице), тако да рачунар може разумети сигнале које добија од неког спољашњег уређаја (нпр. микрофон). Начин претварања је следећи: ADC прецизним мерењем анализира аналогне таласе те их дигитализује у облику нула и јединица, које онда DSP ili CPU процесира, док квалитет зависи од прецизности и брзине мерења која се мери у килохерцима (KHz). Исто важи и за DAC, који ради обратан процес, претвара дигитални у аналогни сигнал, тако да све што чујете на PC звучницима је у ствари преведени бинарни код у аналогни сигнал тј. звук.

## Звучни канали и полифонија
Важна карактеристика звучне картице је полифонија, која се односи на њену способност да обради више излазних, независних гласова или звукова истовремено. Ови различити канали се односе на број аудио излаза, што може да одговара конфигурацији звучника, као што су 2.0 (stereo), 2.1 (stereo и sub woofer), 5.1 (surround), или друге конфигурације. Понекад, термини глас и канал се наизменично користе за означавање степена полифоније, а не за конфигурацију излаза звучника.
На пример, многи старији звучни чипови су могли да приме три гласа, али само један аудио канал (тј један Моно излаз) за излаз, захтевајући да се сви гласови мешају заједно. Касније картице, као што је AdLib звучна картица, имала је 9-гласну полифонију комбиновану у 1 моно излазном каналу.
Након неколико година, већина PC звучних картица су имале вишеструке FM синтезе гласова (обично 9 или 16) које су се обично користиле за MIDI музику. Пуне могућности напредних картица се често не користе у потпуности; само један (моно) или два (стерео) глас (а) и канал (а) се обично посвећују репродукцији дигиталног звука узорака, и репродукцију више од једног дигиталног звука, док узорак обично захтева од софтвера миксовање по фиксној стопи узорковања. Модерне и јефтине интегрисане звучне картице (оне које су стандардно уграђене у матичним плочама), као што су аудио кодек, попут оних испуњавају стандарде АC'97, па чак и неке јефтиније звучне картице намењене за проширење, и даље раде на овај начин. Ови уређаји могу да обезбеде више од два звучна канала (обично 5.1 или 7.1 surround звук), али они обично немају стварну хардверску полифонију, било за звучне ефекте или MIDI репродукцију - ови задаци се у потпуности обављају у софтверу.
Данас, звучна картица пружа стварну хардверску полифонију, без обзира на број излазних канала, и обично се назива "хардверски аудио акцелератор", иако стварна полифонија није једини или неопходни услов. Други аспекти као што су хардверско убрзање 3D звука, позициони аудио и DSP ефекти у реалном времену су важнији.
Пошто је дигитална репродукција звука постала доступна и под условом боље перформансе од синтезе, модерни звучне картице са хардверском полифонијом заправо не користе DAC са што више канала као гласове; уместо тога, они обављају мешање гласа и обраду ефеката у хардверу, или евентуално обављају дигитално филтрирање и конверзије до и од фреквентног домена за примену одређених ефеката, унутар одабраног DSP. Фаза коначне репродукције врши спољни (у односу на DSP чипови (а)) DAC са знатно мање гласова него канала (нпр, 8 канала за 7.1 аудио, и могу се поделити међу 32, 64 или чак 128 гласова).

## Историја развоја звучне картице заIBM PC
Звучне картица за рачунаре компатибилне са IBM PC су биле веома ретке до 1988. године, који је оставио јединствени унутрашњи PC звучник као једини начин раног PC софтвера који може да произведе звук и музику. Хардверски звучник је обично био ограничен на квадратне таласе, који су имали заједнички надимак "бипер". Звук који је настајао је обично описиван као кратки звучни "бип" сигнали. Неколико компанија, пре свега Access Software су развили технике за дигиталну репродукцију звука преко звучника PC (види RealSound). Настали звук је једва био функционалан, и патио је од дисторзије излаза и мале јачине, и обично је захтевао заустављање свих других процеса приликом емитовања звука. Остали домаћи модели рачунара из 1980-их имали су укључену хардверску подршку за дигиталну репродукцију звука или синтезу музике (или обоје), стављајући IBM PC у неповољнији положај на њих када је реч о мултимедијалним апликацијама као што су креирање музике или игрице. Почетни дизајн и маркетинг фокусиран на звучним картицама за PC платформу IBM нису засноване на играма, већ на посебним аудио апликацијама као што је креирање музике (AdLib Лични музички систем, IBM Music Feature Card Card, Creative Music System), или на синтези говора (Digispeech DS201, Covox Speech Thing, Street Electronics Echo).
Године 1988. скуп извршних директора фирми које се баве рачунарским играма је изјавио на Consumer Electronics Show да ограничена способност звука на PC га спречава да постане водећи домаћи рачунар, да је потребна $ 49-79 звучна картица са бољим могућностима од постојећих производа, и да када би такав хардвер био примењиван у широј употреби, да би га њихове компаније подржале. Sierra On-Line, која је била пионир подршке EGA и VGA видео, и 3 1/2 "дискове, те године је обећала да ће подржати AdLib, IBM Music Feature и Roland МТ-32 у својим играма, а звучне картице су коштале од 195 до $ 600.Computer Gaming World 1989. године је показао да 18 од 25 игара компаније планира да подржи AdLib, шест Roland и Covox, а седам Creative Music System/Game Blaster.

## Произвођачи звучних картица
Један од првих произвођача звучних картица за IBM PC је био AdLib, који је производио звучну картицу на основу Yamaha IM3812 звучне картице, такође познат као OPL2. AdLib је имао два режима: 9-гласовни режим где би се у потпуности програмирао сваки глас, и ређе користио "ударачки" мод са 3 редовним креирањем гласова и за креирање 5 независних удараљке само за гласове, укупно 11. (режим удараљки је био сматран као нефлексибилан већини програмера, и углавном је коришћен као сопствени софтвер AdLib).
Creative labs је такође понудио тржишту звучну картицу отприлике у исто време под именом Creative Music систем. Иако C/МS је имао дванаест гласова на AdLib-у било их је девет, а била је то стерео картица док AdLib био моно. Основна технологија на којој је био заснован је била на Philips SAA1099 чипу који је у суштини био генератор квадратних таласа. Звучало је слично као када би имали дванаест истовремених PC звучника, осим контроле амплитуде за сваки канал, и није се добро продавао, чак и након што је био преименован у Game Blaster годину дана касније. Game Blaster продавао у малопродаји за мање од 100 америчких долара и био компатибилан са многим популарним играма, као што је Silpheed.
Велика промена на тржишту IBM PC звучних картица се десила када је Creative Labs представио картицу. Препоручен од стране Microsoft-а за програмере који стварају софтвер заснован на Multimedia PC стандарду. Sound Blaster је копирао AdLib и додао звучни копроцесор за снимање и репродукцију дигиталног звука (вероватно су то били Intel микроконтролери означени од стране Creative).
Roland је такође производио звучне картице у касним 1980-их, већина од њих су биле квалитетне "prosumer" картице, као што су MT-32 и LAPC-I. Roland звучне картице се често продају за стотине долара, а понекад и преко хиљаду. Многе игре су имале музику писану за своје картице, као што су Silpheed и Police Quest II. Картице су често биле лоше у звучним ефектима, као што су смех, али за музику су биле далеко најбоље звучне картице на располагању до средине деведесетих година. Неке Roland картице, као што су PKS, и каснијим верзијама МТ-32 су направљене да буду јефтиније, али њихов квалитет је обично драстично сиромашнији од осталих Roland картица.
Током 1992. године један продавац звучних картица је рекламирао да је његов производ био "Sound Blaster, AdLib, Disney Sound Source и Covox Speech Thing компатибилан!".Sound Blaster линија картица је, заједно са првим јефтиним CD-ROM-ом и развијањем видео технологија, увела у нову еру мултимедијалних рачунарских апликација које могу репродуковати аудио CD, додати снимљени дијалог са видео играма, или чак репродуковати full motion видео (мада у много нижим резолуцијама и квалитету него у раним данима). Распрострањена одлука да се подржи Sound Blaster дизајн у мултимедијалним и забавних наслова значи да будуће звучне картице, као што су Media Vision's Pro Audio Spectrum је и Gravis Ultrasound морају да буде Sound Blaster компатибилне да би се добро продавале
. До раних 2000-их AC´97 аудио стандард је постао широко распрострањен и на је крају преузео Sound Blaster као стандардни због своје ниске цене и интеграције у многим матичним плочама, Sound Blaster компатибилност је стандард који многе друге звучне картице и даље подржавају и одржавају компатибилност са многим играма и објављеним апликацијама .